# لوکوسور
لوکوسور (نام علمی:  Lukousaurus yini) نام یک سرده از راسته خزنده‌کفلان است.